# لیختنبرگ ۷۹۷۰
سیارک ۷۹۷۰ (به انگلیسی: 7970 Lichtenberg، نامگذاری:6065P-L) هفت هزار و نهصد و هفتادمین سیارک کشف شده‌است که در ۲۴ سپتامبر ۱۹۶۰ کشف شد.
قدر مطلق سیارک برابر ۱۴٫۶۰ است.